# آرامگاه میر تونی
مقبره میر تونی، محل دفن میرتونی، از دانشمندان معاصر شاه عباس صفوی، بوده و بنایی تاریخی است مربوط به دوره صفوی که در محدودهٔ شهر تاریخی تون در جنوب غربی فردوس، بین میدان صاحب‌الزمان و میدان گلشن واقع شده‌است. این اثر در تاریخ ۵ تیر ۱۳۸۴ با شمارهٔ ثبت ۱۱۹۹۳ به‌عنوان یکی از آثار ملی ایران به ثبت رسیده‌است.